# John Harkes
John Harkes est un ancien joueur international américain de soccer né le 8 mars 1967 à Kearny, dans le New Jersey. Il est membre du National Soccer Hall of Fame. Il a participé à deux Coupes du monde (1990 et 1994), a gagné deux coupes de MLS avec D.C. United et a été le premier joueur américain à participer à une finale d'un tournoi majeur en Angleterre. Capitaine de la sélection américaine dans les années 1990, il avait été nommé "Capitaine pour la vie" par son entraîneur, Steve Sampson. Harkes arrêta sa carrière internationale avec 90 sélections et 6 buts.

## Carrière amateur
Harkes commence le football dans le New Jersey, à Kearny, et joue chez les jeunes avec ses futurs équipiers en sélection nationale comme Tony Meola et Tab Ramos.
Harkes est promu à la Kearny High School en 1985. Pendant sa carrière scolaire, joue quatre matchs pour New Jersey State Interscholastic Athletic Association, et lui permet de remporter son championnat en 1984.
De 1985 à 1987, Harkes joue pour l'Université de Virginie sous les ordres de son futur coach à D.C United, Bruce Arena. Il remporta l'"Hermann Trophy" en 1987. Il décida de se consacrer à temps plein à l'équipe nationale en 1988. Ce fut l'année où il disputa les JO 1988 à Séoul et commença les qualifications pour la Coupe du monde 90.

## Carrière professionnelle

### Ligues mineures américaines
John commence sa carrière professionnelle avec les Albany Capitals (en) en 1989, et fut dans l'équipe des étoiles de cette année.

### Angleterre: 1990-1996
Harkes part ensuite à Sheffield Wednesday en Premier League en 1990. Lors d'un match contre Derby County, un tir surpuissant de 35 mètres transperce Peter Shilton, ancien gardien de la sélection anglaise, et il fut élu "But de l'année" en Angleterre. Cette saison-là, Harkes devint le second américain (après Bill Regan, Romford en 1948-1949) à jouer au Stade de Wembley quand Sheffield remporta la League Cup en 1991, en battant Manchester United (1-0), alors que les mancuniens évoluaient en Premier League et que Sheffield était en deuxième division. Ils obtinrent aussi leur accession à l'échelon supérieur cette même année.
En 1993, Harkes devint le seul américain à inscrire un but en finale de la League Cup, lors d'une défait 2-1 face à Arsenal, et est aussi apparu en finale de la FA Cup, s'inclinant une nouvelle fois 2-1 contre les gunners, après avoir fait 1-1 lors du premier match. Harkes joue encore une saison après avoir été transféré à Derby County lors de l'été 1993. En 1995, la MLS commence à préparer sa toute première saison, et tente de faire signer des joueurs américains, ce que fit Harkes, bien qu'il ait été prêté directement à West Ham United lors de la saison 1995-1996.

### Major League Soccer: 1996-2003
En 1996, John retourne aux États-Unis pour le lancement de la MLS (Major League Soccer). Cette dernière faisant signer de nombreux joueurs américains, et par souci d'équité entre les équipes, chaque joueur se voyait assigné à une équipé donnée ; et Harkes fut assigné à D.C. United. Lors de cette première saison, il emmena le club jusqu'à la victoire en championnat et un titre de l'US Open Cup. DC United défendit avec succès son titre de MLS Cup lors de l'année suivante et John fut passeur décisif sur le seul but du match.
En dépit de sa déception de ne pas avoir été retenu dans la sélection américaine pour disputer le Mondial 98, Harkes aida DC United à remporter le MLS Supporters' Shield, avant de s'incliner en finale de la MLS Cup face aux Chicago Fire. Avec lui, DC devient le premier club américain à gagner la Ligue des champions de la CONCACAF et la Copa Interamericana face à Vasco de Gama.
À la fin de la saison 1998, il retraverse l'Atlantique pour rejoindre l'Angleterre et effectue une période d'essai de deux semaines avec le club de Nottingham Forest et le 28 janvier 1999, il est prêté pour deux mois au club anglais. Il joue seulement trois matchs pour Forest avant de retourner aux States. Pendant son séjour anglais, DC United le vend aux New England Revolution.
Harkes joue trois saisons avec les New England avant de partir aux Columbus Crew à la mi-saison 2001. Après une saison 2002 perturbée par une grave blessure, il annonce son retrait des terrains en 2003.

## Carrière internationale
John Harkes dispute les coupes du monde 1990 et 1994 et est étrangement exclu de celle de 1998 par Steve Sampson.
Harkes fait ses débuts internationaux le 23 mars 1987 contre le Canada. Très rapidement, il s'affirme comme un membre régulier de l'équipe nationale et participe aux JO 1988 et les États-Unis, avec une victoire, un nul et une défaite échouent au premier tour. Harkes continue de jouer en sélection et participe aux qualifications pour le Mondiale italien de 1990 et se qualifie après une improbable victoire 1-0 face à Trinité-et-Tobago dans le dernier match de qualification.
En 1990, il est membre de la sélection US. Cette dernière encaisse un cinglant 5-1 face à la Tchécoslovaquie, avant de s'incliner honorablement 1-0 face aux Italiens, futurs demi-finalistes, et 2-1 face à l'Autriche. Malgré ce zéro pointé, de nombreux joueurs de l'équipe de 1990, comme Harkes, Ramos, Meola, Eric Wynalda et Marcelo Balboa, constitueront le noyau dur de l'équipe américaine pour les années suivantes et joueront un rôle important dans le développement de la MLS.
Les États-Unis accueille l'édition de 1994, et en battant la Colombie 2-1, ils se qualifient à leurs dépens pour les huitièmes de finale. Harkes contribue au but marqué contre son camp par Andrés Escobar (abattu deux semaines plus tard), en amenant un centre côté gauche à destination d'Earnie Stewart, et Escobar coupe la trajectoire du ballon, prenant son gardien Cordoba à contre-pied.
Harkes ne joue pas le huitième de finale face au Brésil, à cause d'un second carton jaune reçu contre la Roumanie lors du premier tour, le suspendant un match. Les Auriverdes s'imposent 1-0 et gagnent par la suite le tournoi.
Lors de la Copa America 1995, Harkes mène les États-Unis jusqu'en demi-finale, en ayant passé un remarquable 3-0 à l'Argentine lors du premier tour. Il est élu co-meilleur joueur du tournoi en compagnie de l'Uruguayen Francescoli.
En 1996, avant le début des qualifications pour le Mondial 98, Steve Sampson nomme Harkes « Capitaine pour la vie », ce qui signifiait que John serait le capitaine aussi longtemps que Steve serait le sélectionneur national. Il devient le leader de l'équipe et la qualifie pour sa troisième Coupe du monde d'affilée.
Cependant, Sampson écarte Harkes de façon controversée peu de temps avant le mondial français, citant selon lui « des questions de leadership », bien que cette décision n'ait jamais été vraiment expliquée. La raison de cette exclusion et l'ironie provoquée par la phase « Capitaine pour la vie » l'inspirent pour le titre de son autobiographie Captain for Life: And Other Temporary Assignments, coécrit avec Denise Kierman et publié en 1999. Dans son livre, Harkes critique Sampson pour son "« absence de crédibilité auprès d'un groupe de mecs qui possédait des centaines et des centaines de sélections » et « mettait une énorme pression sur les jeunes joueurs inexpérimentés ». L'équipe de 1998 perd ses trois matchs de poule, finissant à la 32e (et dernière) place du tournoi.
Harkes est rappelé par Bruce Arena en 1999, et il aide la sélection à remporter une médaille de bronze lors de la Coupe des confédérations de cette même année. Il arrête sa carrière internationale en 2000, à l'âge de 33 ans et après 90 sélections.

## Hors du terrain
En 1994, Harkes apparut dans un magazine people sur les "50 plus belles personnes".
En 2003, John annonça son retrait des terrains. Il devint le "Directeur du développement des jeunes de DC United" et commentateur pour une émission télévisée sur le football sur la chaîne Fox Sports Channel.
Il fut élu au National Soccer Hall of Fame en 2005 pour le premier tour.
Harkes apparaît en 2005 dans le film Le Match de leur vie dans le rôle de Ed McIlvenny, un membre de l'équipe des États-Unis qui avait battu les Anglais lors de la Coupe du monde 1950.
Harkes travailla en tant que consultant pour ESPN et ABC lors du Mondial 2006, et revenant à ce poste en 2008.
En juillet 2006, il abandonna son poste à DC United pour devenir l'assistant de Bruce Arena dans le club de Red Bull New York. Il fut démis de ses fonctions après le limogeage d'Arena.